# Memorandum (Lacrimas Profundere)
Memorandum è il terzo album in studio registrato dalla band tedesca gothic metal Lacrimas Profundere e uscito nel 1999.

## Tracce
1. Infinity – 3:45
2. Helplesness – 6:24
3. ...and How to Drown in Your Arms – 3:20
4. Black Swans – 4:24
5. Reminiscence – 5:52
6. The Crown of Leaving – 6:39
7. All Your Radiance... – 5:22
8. The Embrace and the Eclipse – 5:56
9. The Fate of Equilibrium – 2:00

## Formazione
- Christopher Schmid - voce
- Markus Lapper - basso
- Lorenz Gehmacher - batteria
- Oliver Schmid - chitarra
- Marco Praschberger - chitarra
- Ursula Schmidhammer - arpa
- Christian Steiner - tastiere
- Anja Hötzendorfer - violino, voce